# イシドロ・ソルサノ
イシドロ・ソルサノ・レデスマ（Isidoro Zorzano Ledesma, 1902年9月13日 - 1943年7月15日）は、スペインで活躍したアルゼンチン生まれのエンジニア。カトリック信者であり、オプス・デイの初期メンバーであった。長期の闘病の末に亡くなり、2016年に尊者（英語：venerable）となった。

## 生涯
イシドロ・ソルサノは1902年9月13日、アルゼンチンの首都ブエノスアイレスに生まれた。スペインのログローニョで高校を卒業した後、マドリード大学工学部を1927年に卒業した。その後、マラガにおいて、アンダルシア鉄道の作業所で管理職にたずさわるかたわら、同地の工業専門学校で教鞭をとった。
1930年、マドリードを訪れた際に、ログローニョ時代の親友ホセマリア・エスクリバー神父（のちに聖人となった）に出会い、生まれて間もないオプス・デイのことを知った。社会の中で専門職に従事しつつ、神に自己を捧げたいと考えていたイシドロは、すぐにオプス・デイへの所属を申請した。その後、しばらくはマラガで働いたが、マドリードに転居してからも鉄道会社で働き続けた。彼の仕事振りには、キリスト教の信仰が表れていた。イシドロは専門職においては模範的に働いた。さらに、社会の中で困窮している人々のを前に、信仰心と愛徳に駆られて、見捨てられたような人々にカテケージス（カトリック要理教育）を展開するなど、様々な活動に参加した。
オプス・デイの精神に忠実であったイシドロは、オプス・デイ創立者のホセマリア・エスクリバーにとって、たしかな支えだったのである。スペイン内戦の期間（1936年-1939年）にはマドリードに留まり、カトリック教会や人々のために英雄的に奉仕した。ホセマリア・エスクリバーの教えに従って、仕事においてはイエス・キリストと親密に一致していくよう努力し、神の現存を保ちつつ働き続けた。1943年7月15日に40歳で死去した。

## 列聖調査
イシドロの列聖に向けての調査は、1948年から1961年に渡ってマドリードで進められた。この間、71名の証人が証言し、その中にはホセマリア・エスクリバーも含まれていた。その後、パウロ6世とヨハネ・パウロ2世により、列聖調査の手続きが改定された。その結果、1993年および1994年に追加の調査が行われた。そして、1994年、列聖省はこれらの調査の有効性を承認した。
2006年3月25日、列聖省に対し、イシドロの生涯および諸徳の実践に関する報告書が提出された。2015年11月17日、神学顧問による特別総会は、イシドロ・ソルサノの諸徳の英雄的実践を了承する旨を回答した。2016年12月21日、フランシスコ教皇は、列聖省長官アンジェロ・アマート枢機卿より、列聖調査に関する詳細な報告を受け、列聖省の決定を承認し、神のしもべイシドロ・ソルサノが尊者となった。近年、イシドロの取り次ぎによって病気を直してもらったという証言もある。

## イシドロの取り次ぎを願う祈り
祈り：全能の神よ，御身は主のしもべイシドロがこの世で自らの職責を全うすることができるよう、豊かな恩寵の宝をお与えになりました。どうか私もまた、日常の仕事を聖化することを学び、キリストの光を友人や同僚にもたらすことができますように。御身のしもべイシドロに栄光を与え、その取次によって私の願い（ここでお願いする）をお聞き入れ下さい。アーメン。
主の祈り　アヴェ・マリアの祈り　栄唱